# Alambari
Alambari é um município brasileiro do estado de São Paulo, situado na Região Metropolitana de Sorocaba, na Mesorregião Macro Metropolitana Paulista e na Microrregião de Itapetininga.

## História
Povoado surgido a partir da capela do Senhor do Bom Jesus do Alambari, em 9 de setembro de 1846.

### Auguste de Saint-Hilaire
Em seu livro "Viagem à Província de São Paulo", o botânico e naturalista francês Auguste de Saint-Hilaire descreve, detalhadamente, aspectos geográficos e culturais da região de Alambari quando de sua passagem por volta de 1820:
Desde minha partida de São Paulo fiz voltas, muito me afastando da estrada que conduz diretamente ao Sul — estrada real ; nessa estrada entrei ao chegar a Sorocaba, seguindo-a sempre até o rio Jaguariaíba. Dirigi-me em primeiro lugar à pequena vila de Itapetininga,afastada doze léguas da de Sorocaba, pelo lado sudoeste. A região que percorri não é deserta, mas percebe-se que se abandonam distritos ricos e florescentes, onde é cultivada a cana de açúcar, e que se entra numa região miserável e pouco civilizada (1820). Essa região que atravessei até Itapetininga, ora plana ora ondulada ou mesmo montanhosa, apresenta uma alternativa de matas e de campos. Excetuados os arredores de  Sorocaba, onde estes últimos, dentro de pequeno espaço, são semeados de árvores raquíticas, apresentam, geralmente, apenas gramíneas em tufos esparsos, entre os quais não se vê grande número de outras plantas.
Próximo a Pedro Antunes, e mais além, em um espaço de cinco léguas, entre o rio Sarapuhú e a mata de Lambari, os tufos de gramíneas são, entretanto, todos entremeados de numerosas palmeiras de olhas inteiramente radicadas; é a espécie conhecida no Brasil com o nome de endaiâ, e que produz um fruto cuja parte interna é comestível.
Em parte alguma há grandes fazendas; mas veem-se, frequentemente, esparsas pelos campos, casas que, mal conservadas, muito pequenas, constituem indício de completa indigência. Os moradores desses tristes casebres parecem ser brancos e como tais são tratados, mas suas fisionomias demonstram suficientemente, uma originária mistura de sangue indígena. Aos caracteres que indicam essa mescla, já por mim assinalados, muitas vezes juntam-se outros, que recomendo à particular atenção dos antropólogos e dos naturalistas em geral — os da côr da pele e do cabelo. Ao passo que os portugueses de raça pura têm uma pele morena e olhos pretos, e que os indígenas têm olhos e cabelos pretos, e uma pele escura, os indivíduos dessa região, originários dessas duas raças, são facilmente reconhecidos por sua côr esbranquiçada e cabelos louros, caracteres que eu já tinha observado, com pequenas diferenças, entre os mestiços de Caracatinga. Trata-se, talvez, duma espécie de albinismo, cuja causa deve ser complexa e não poderá ser atribuída, unicamente, ao cruzamento das duas raças.
Esses mestiços, relativamente à inteligência, estão muito abaixo dos mulatos, e diferem inteiramente dos fazendeiros brancos da parte mais civilizada da província de Minas Gerais. Estes são homens mais ou menos abonados, que possuem escravos e não cultivam a terra com as próprias mãos; nos colonos brancos, ou pretensos brancos, da parte da província de São Paulo de que me vou ocupando, não se podem ver senão verdadeiros camponeses: não possuem escravos e são eles próprios que plantam e colhem, vivendo, geralmente, em grande penúria. Têm toda a simplicidade e os modos grosseiros de nossos camponeses, mas não possuem, seja sua alegria, seja sua atividade. Se quinze camponeses de França se reúnem num domingo, cantam, riem, discutem, os de que trata apenas falam, não cantam, não riem e mantêm-se tão tristes depois de ter bebido cachaça, como o estavam antes da ingestão dessa bebida alcoólica. Encontrei-me, num domingo, em uma venda visinha da mata de Lambari. Grande número de agricultores estava ali reunido. Esses indivíduos cercavam-me como ocorria em Minas; mas, ali, faziam-me mil perguntas, perdiam-se em conjeturas sobre os fins de meu trabalho; aqui, olhavam-me e não proferiam palavra. Esses camponeses têm todos, pouco mais ou menos, o mesmo costume; andam com as pernas e os pés inteiramente nús; usam um chapéu de abas estreitas e copa muita alta; vestem ceroulas de tecido de algodão e uma camisa do mesmo tecido, camisa cujas fraldas flutuam por cima das ceroulas; trazem um rosário ao pescoço e, ao redor do corpo, um cinto de couro ou de tela, ao qual está presa uma grande faca dentro duma bainha de couro. Os menos pobres usam um colete de pano azul, e o poncho, que é objeto de sua maior ambição. E' desnecessário dizer que as casas desses camponeses não são de melhor aparência no interior do que em seu exterior. Todas se parecem, com poucas modificações apenas: para que se as conheça, bastará a descrição da em que pernoitei à margem do rio Sarapuhú, limite do distrito de Sorocaba. Era essa casa construída de terra e ripas cruzadas; compunha-se de três pequenos compartimentos sem janelas e, por isso, extremamente escuros. O compartimento em que fui alojado era um pouco mais claro do que os outros dois, pela razão de dar para o quintal, e porque, desse lado, não havia outro anteparo senão o constituído por estacas fincadas na terra, umas próximas das outras. Como se tem o costume de acender fogo nos compartimentos internos das casas, ao centro dos mesmos, as paredes e os tetos eram pretos como carvão. Todo o mobiliário consistia num girau, um par de bancos e pilões destinados à socagem do milho para o fabrico de farinha. Não se deve pensar que a população, cujas moradias e cujos caracteres e costumes acabo de descrever, esteja confinada nas doze léguas que separam Sorocaba de Itapetininga ; encontrei pouco mais ou menos indivíduos semelhantes, com a mesma apatia e, quiçá, mais miseráveis, entre esta última vila e os Campos Gerais, num círculo de cerca de 30 léguas. Um único traço mais bastará para completar o retrato desses infelizes. Desde Sorocaba até Morongava, não há menos de 40 léguas; eu apenas percorria duas ou três diariamente. Parava nas melhores casas, mas só encontrei duas em que a água das chuvas não caísse de todos os lados. Não se pode dispensar para habitação, pelo que é indispensável construí-las, mas há muita preguiça para a conservação das mesmas. A água da chuva penetra por um lado, e todos os objetos nesse ponto situados são transportados para outro ponto; e os moradres vão, assim, se refugiando, de um lado para outro, até que a casa caia inteiramente em ruínas.
[...]

Além do Sarapuhú, num espaço de três léguas, até a entrada da pequena mata de Lambari, a região é ondulada. Vêem-se aqui e ali capões de mato; mas a estrada atravessa, sem interrupção, imenso campo, onde os tufos de gramíneas são, como já assinalei, entremeiados de numerosas palmeiras de folhas radicadas. Em alguns pontos baixos elevam-se pequenas árvores, entre as quais reconheci muitas myrsineds; vi, em meio desses campos, plantas para mim desconhecidas, mas encontrei muitíssimas outras pertencentes a todos os campos. Próximo da pequena mata de Lambari, a região torna-se mais arborizada. Durante toda a viagem, tinha visto casebres dispersos pelos campos; perto da mata do Lambari são os mesmos mais comuns. Alojei-me no último dos que precedem à mata; era uma venda com o mesmo nome dessa matas (venda do Lambari), mata que por sua vez tem esse nome tirado dum riacho vizinho. A mata do Lambari, com cerca de uma légua de extensão, ostenta belíssima vegetação. Saindo-se dessa mata, encontram-se campos onde vegetam apenas gramíneas, algumas outras ervas e pouquíssimos subarbustos. O terreno é muito plano na mata de Lambari, o mesmo ocorrendo relativamente ao campo que se lhe segue.

### Formação territorial-administrativa
Histórico da formação do município:
- Freguesia criada no município de Itapetininga pela Lei nº 7, de 12/04/1861.
- Município criado pela Lei nº 7.664, de 30/12/1991, mantendo a denominação de Alambari

## Geografia
O aniversário do município é comemorado no dia 19 de maio. Alambari faz parte da Região Metropolitana de Sorocaba e fica situado no Sul do Estado, cerca de 156 quilômetros da Capital Paulista, sendo as principais vias de acesso a Rodovia Raposo Tavares – SP-270, Rodovia Humberto Pellegrini – SP-268 e Rodovia Antônio Romano Schincariol – SP-127. Sua população estimada é de 6 141 habitantes (2022), sendo 66% residentes na área urbana e 34% na área rural. A área territorial pertencente à Alambari é de 159 km².
A cidade é composta por diversos bairros: Tatetú, Cercadinho, Ribeirãozinho, Cerrado, Perobal, Barra, Capoavinha, Aterradinho, Sapezal, Recanto dos Pássaros, Luar do Sertão, Vila Correa, Jardim Brasil. O padroeiro do município é o Senhor Bom Jesus, cuja comemoração é realizada no dia 6 de agosto.

## Demografia

### População
| Crescimento populacional                             | Crescimento populacional | Crescimento populacional | Crescimento populacional |
| Ano                                                  | População Total          |                          | %±                       |
| ---------------------------------------------------- | ------------------------ | ------------------------ | ------------------------ |
| 2000                                                 | 3 650                    |                          | —                        |
| 2010                                                 | 4 884                    |                          | 33,8%                    |
| 2022                                                 | 6 141                    |                          | 25,7%                    |
| Est. 2024                                            | 6 330                    | [ 8 ]                    | 3,1%                     |
| Fontes: Censos Demográficos IBGE e Estimativas SEADE |                          |                          |                          |

## Política e administração
Ver Lista de prefeitos de Alambari

## Economia
As principais atividades econômicas no município hoje, são a Agricultura e a Pecuária, sendo as principais culturas existentes: Hortifrutigranjeiros – Feijão, Milho, Mandioca, Laranja, e Eucaliptos e a pecuária de Corte, de Leite (especialmente de Leite de Búfala) e também suinocultura.

### Produção de leite de búfala
Segundo dados do IBGE, Alambari possuiu a maior produção de leite de búfala do estado, com 1,07 milhões de litros de leite produzidos em 2006, e a 3ª maior do Brasil, atrás apenas de Autazes (AM) e Almeirim (PA).

## Infraestrutura

### Comunicações
O sistema de telefones automáticos, assim como o sistema de discagem direta à distância (DDD) com o código de área (0152), foram implantados pela Telecomunicações de São Paulo (TELESP).
Na década de 90 o código DDD da cidade foi alterado para (015), para padronização do sistema telefônico com a telefonia celular que estava sendo implantada em todo o estado.

## Religião
O Cristianismo se faz presente na cidade da seguinte forma:

### Igreja Católica
- A igreja faz parte da Diocese de Itapetininga.[17]

### Igrejas Evangélicas
Entre as igrejas protestantes históricas, pentecostais e neopentecostais, encontram-se na cidade:
- Assembleia de Deus Ministério do Belém.[20][21]
- Congregação Cristã no Brasil.[22]